# Хронологична таблица за откриване и изследване на Азия (от древността до XVI в.)
| Години                                         | Име на откривател, изследовател        | Направени открития и изследвания | Изследванията засягат следните съвременни държави                                                              |
| ---------------------------------------------- | -------------------------------------- | --- | --- |
| ок. 3000 пр. Хр.                               | шумери                                 | Откриване на централната част на Анадола в района на река Къзълърмак (вероятно едновременно с еблаитите) и разработване на сребърни рудници и Сирийската пустиня | Турция, Сирия                                                                                                  |
| XXX-XXV в. пр. Хр.                             | еблаити                                | Достигане до река Ефрат, централната част на Анадола в района на река Къзълърмак (вероятно едновременно с шумерите), планините на Ливан и Сирия, река Йордан, Тивериадското езеро, Мъртво море (вероятно едновременно с египтяните), остров Кипър (вероятно едновременно с финикийците) и около 800 км от южното, средиземноморско крайбрежие на Мала Азия | Ирак, Турция, Сирия, Ливан, Израел, Йордания, Кипър                                                            |
| XXX-XXV в. пр. Хр.                             | шумери                                 | Откриване северните брегове на Арабско море и Персийския залив (вероятно едновременно с харапанците), западните и южните брегове на Персийския залив и южните на Оманския залив и достигане до делтата на река Инд | Иран, Пакистан, Ирак, Кувейт, Саудитска Арабия, Бахрейн, Катар, ОАЕ, Оман                                      |
| XXIX-XXVIII в. пр. Хр.                         | египтяни                               | Пресичане на Суецкия провлак, откриване на горчиво-солените езера Тимсах, Голямо и Малко Горчиво езеро, достигане до върха на Суецкия залив и завладяване на целия Синайски п-ов | Египет |
| XXVIII в. пр. Хр.                              | еламити                                | Пресичане на планината Загрос и проникване в западната част на Иранската планинска земя. Откриване на соленото езеро Дерячей Немек, планината Елбурс, река Сефидруд, вероятно Каспийско море, планината Кухруд, пустинята Деще Кевир (Голяма Солена пустиня) и солончака Джазмуриан (27° – 28° с.ш., 58° – 60° и.д.} | Иран |
| XXVII в. пр. Хр.                               | египтяни                               | Откриване източните брегове на Средиземно море | Израел, Ливан, Сирия                                                                                           |
| XXVI в. пр. Хр.                                | египтяни                               | Откриване бреговете на Суецкия залив, западните брегове на Арабския п-ов, Баб ел Мандебския проток и Аденския залив | Саудитска Арабия, Йемен                                                                                        |
| XXIV в. пр. Хр.                                | египтяни                               | Преминаване през сухата долина Ел Ариш и достигане до Мъртво море и залива Акаба | Израел, Йордания                                                                                               |
| ок. 2305 пр. Хр.                               | Саргон I                               | Откриване горното течение на река Ефрат, планината Централен Тавър и северната част на планината Загрос между реките Дияла и Малък Заб (леви притоци на Тигър) | Турция, Ирак, Иран                                                                                             |
| 2260 – 2230 пр. Хр.                            | акадски царе                           | Около 2260 пр. Хр. – Римуш – Навлизане в долината на река Керхе, проникване в централната част на планината Загрос и завладяване на областта Фарс; Около 2240 пр. Хр. – Манищусу – Завладяване на Бахрейн и вторично откриване и превземане южното крайбрежие на Персийския залив и п-ов Мусандам между него и Оманския залив; Около 2230 пр. Хр. – Нарам Суен – Нахлуване в южните части на Арменската планинска земя, в горните течения на реките Голям и Малък Заб и достигане изворите на река Тигър | Иран, Бахрейн, ОАЕ, Оман, Ирак, Турция                                                                         |
| края на 3-то – началото на 2-рото хил. пр. Хр. | харапанци                              | На север: Откриване на 1500 км от течението на река Инд, Сюлеймановите планини, хребета Китхар; На запад: Северния бряг на Арабско море до около 60° и.д., в т.ч. залива Сонмияни и долните течения на многочислени реки, вливащи се в Арабско море и Оманския залив; На изток: пустинята Тар, Пенджаб с реките Джелам, Чинаб, Рави, Сатледж и Инд, пустинята Тхал, южните склоновета на планината Шивалик, средното течение на река Ганг с притока ѝ Джамна, солончаците Голям и Малък Качки Ран, п-ов Катхиявар, планината Аравали, басейна на река Чамбал, платото Малва и планините Виндхия и Сатпура, разположени покрай двата бряга на река Нармада; На юг: Западното крайбрежие на п-ов Индостан до 20° с.ш., в т.ч. заливите Къч и Камбейски, устията на реките Нармада и Тапти. Пресичане на Западните Гати, горното течение на река Годавари, горното и средно течение на река Кавери и по река Кришна достигане до Бенгалския залив. Вероятно откриване на югозападните брегове на Индостан и остров Шри Ланка | Пакистан, Индия, Шри Ланка                                                                                     |
| началото на XVII в. пр. Хр.                    | хетски царе                            | Цар Лабарна I – Откриване и завладяване на Централен и Западен Тавър, бреговете на залива Анталия, басейна на река Голям Мендерес и достигане до бреговете на Егейско и Черно море | Турция |
| началото на XVI в. пр. Хр.                     | царе на Митани                         | Придвижване на север през Карското плато, откриване на горното течение на река Кура, изкачване по долината на река Аракс и откриване на изгасналия вулкан Голям Арарат и Араратската долина | Турция, Армения, Иран                                                                                          |
| 1530 пр. Хр.                                   | Тутмос I                               | Завладяване на Сирия и достигане до река Ефрат | Сирия, Ирак |
| 1517 пр. Хр.                                   | египтяни                               | Откриване югоизточните брегове на Арабския п-ов до 19° с.ш. | Йемен, Оман |
| XVI-XV в. пр. Хр.                              | минойци                                | Откриване западните брегове на Мала Азия, протоците Дарданели и Босфор, Мраморно и Черно море | Турция |
| ок. 1360 – 1330 пр. Хр.                        | хетски царе                            | ок. 1360 пр. Хр. – цар Супилулиума I – Откриване и завладяване на около 300 км от крайбрежието на Черно море, между Самсунския залив и 39° и.д., достигане до река Келкит (десен приток на Ешил Ирмак), навлизане в Арменската планинска земя и откриване на хребета Бингьол (41° – 42° и.д.), разположен покрай десния бряг на река Мурат (горното течение на Ефрат); ок. 1360 – 1330 пр. Хр. – цар Мурсили II – Откриване и завладяване на почти целия полуостров Мала Азия от 27° до 42° и.д. | Турция |
| XIV-XIII в. пр. Хр.                            | индоарийци                             | Първо пресичане на западната част на Хималаите, проникване в подножието на Каракорум, в горното течение на река Инд и неговите притоци – Заскар, Шинго, Джелам и др. и достигане до Хиндукуш по Инд и притока му Гилгит. Усвояване междуречието Ганг-Джамна и проследяване цялото течение на Ганг, като по този начин откриват огромната Индо-Гангска равнина. Пресичане на юг на платото Малва и достигане до планината Виндхия | Пакистан, Индия, Афганистан, Бангладеш                                                                         |
| XIV-XI в. пр. Хр.                              | владетели на династията Шан (Ин)       | на север: Откриване на планините Тайханшан и Яншан и река Байхе; на изток: Залива Бохайван на Жълто море и Шандунския п-ов; на юг: Долното течение на река Яндзъ (от 110° и.д. до делтата ѝ), северните и южните склонове на планината Цинлин, езерата Поянху, Дунтинху и Тайху, северните склонове на планината Нанлин и достигане до бреговете на Източнокитайско море; на запад: Долината на река Вейхе, Льосовото плато, пустинното плато Ордос, големия завой на река Хуанхъ и планината Иншан | Китай |
| ок. 1280 – 788 пр. Хр.                         | царе на Асирия                         | ок. 1800 пр. Хр. – цар Салманасар I – Пълно откриване и завладяване на Арменската планинска земя; 1112 – 1111 пр. Хр. – цар Тиглатпаласар I – Пресичане на цяла Армения и достигане до брега на Черно море при устието на река Чорох; 843 – 834 пр. Хр. – цар Салманасар III – Поход в басейна на река Джагату (вливаща се от юг в езерото Урмия (Резае)) и в изворните области на реките Джагату и Къзълузен; 821 – 821 пр. Хр. – цар Шамшиадад V – Достигане до южните брегове на Каспийско море и склоновете на планината Елбурс; 802 – 788 пр. Хр. – цар Ададнерари III – Проникване на изток до реките Херируд (Теджен) и Мургаб | Турция, Иран, Армения, Афганистан, Туркменистан                                                                |
| XI-VIII в. пр. Хр.                             | владетели на династията Джоу           | Проникване на запад до р. Таохе, до 104° и.д. (десен приток на Хуанхъ), завършване откриването на Льосовото плато, на юг до река Ханшуй (ляв приток на Яндзъ) и достигане до източните части на Кунлун. Достигане до езерото Кукунор, източните части на Тибет и горното течение на Хуанхъ. Откриване на Ляодунския залив, п-ов Ляодун, п-ов Корея, Корейския проток и вероятни посещения на Япония | Китай, Корея, Япония                                                                                           |
| X-IV в. пр. Хр.                                | индоарийци                             | Проникване на юг до река Годавари, спускане по нея до Бенгалския залив и откриване на източното крайбрежие на п-ов Индостан на север до устието на река Маханади, а на юг – до устието на Кавери | Индия |
| IX-VIII в. пр. Хр.                             | южноарабски търговци                   | Откриване на западните, планински части на Арабския полуостров, пустинята Голям Нефуд и Сирийската пустиня | Йемен, Саудитска Арабия                                                                                        |
| VIII-VII в. пр. Хр.                            | древни гърци                           | Проникване в Черно море и колонизация на южните му брегове. Основавене на градовете Византион (Константинопол, Цариград, Истанбул, 660 пр. Хр.), Синоп (631 пр. Хр.) и Трабзон (Трапезунд, ок. ср. на VII в. пр. Хр.) | Турция |
| VII в. пр. Хр.                                 | владетели на династията Чу             | Завършване откриването на бреговете на Източнокитайско море и откриване на Тайванския проток, остров Тайван и цялите северни и част от западните брегове на Южнокитайско море до 17° с.ш., в т.ч. п-ов Лейджоу, остров Хайнан и залива Бакбо (Тонкински) | Китай |
| VII-III в. пр. Хр.                             | индийски търговци                      | Откриване на 1200 км от източното крайбрежие на Бенгалския залив, Араканските планини, делтата на река Иравади, залива Моутама (Мартабан), Андаманските и Никобарските о-ви, западното и източното крайбрежие на п-ов Малака, западните, северните и източни брегове на Сиамския залив, делтата на река Меконг и източното крайбрежие на п-ов Индокитай до 17° с.ш. | Мианмар, Тайланд, Малайзия, Камбоджа, Виетнам                                                                  |
| ок. 673 – 590 пр. Хр.                          | царе на Мидия                          | 673 пр. Хр. – цар Хшатрита – Завладяване областите покрай югоизточното крайбрежие на Каспийско море и откриване на Туркмено-Хорасанските планини; 625 – 590 пр. Хр. – цар Киаксар – Завладяване на цялото южно крайбрежие на Каспийско море и достигане на североизток до планината Копетдаг и Туранската низина. Навлизане в долината на река Херируд (Теджен), придвижване на юг и откриване на езерото Хамун, вливащата се в него река Хилманд, пясъчната пустиня Регистан, солончака Гауди Зира, южната част на пустинята Деще Лут със солончака Немекзар и източните склонове на планината Кухбенан. Откриване на платото Серхед и Мекранските планини и достигане на юг до бреговете на Арабско море, а на изток – пустините на Източен Белуджистан | Иран, Туркменистан, Афганистан, Пакистан                                                                       |
| VI в. пр. Хр.                                  | царе на Магадха и Аванти               | Завършване откриването на планината Виндхия, цялото течение на река Сон, откриване на платото Чхота-Нагпур, проникване по долината на река Багмати в Непалската котловина и завладяване на най-голямата делта в света на Ганг и Брахмапутра | Индия, Непал, Бангладеш                                                                                        |
| ок. 545 – 515 пр. Хр.                          | царе на Персия, Скилак Кариандски      | 545 – 539 пр. Хр. – цар Кир II – Завладяване на областите Бактрия (между средното течение на север и склоновете на Хиндукуш на юг) и Дрангиана (в югозападната част на днешен Афганистан), долината на река Аргендаб (ляв приток на Гилменд) и лените ѝ притоци, в т.ч. река Газни. Спускане в долината на река Кабул, завладяване на областите Нуристан и Кохистан и достигане до река Инд на 34° с. ш. 72° и. д. / 34° с. ш. 72° и. д.. Завоюване долината на река Гумал (десен приток на Инд) и продължаване откриването на Мекранските планини; 517 – 514 пр. Хр. – Скилак Кариандски – Проследяване на 1500 от течението на Инд и 7500 от бреговете на Азия и Арабския п-ов и достигане до Суецкия залив; 515 пр. Хр. – цар Дарий I – Завладяване на цяла Мала Азия и достигане до протоците Дарданели и Босфор и Мраморно море | Таджикистан, Туркменистан, Афганистан, Узбекистан, Пакистан, Оман, Йемен, Саудитска Арабия, Турция             |
| VI-I в. пр. Хр.                                | индийски търговци, будистки монаси     | VI-V в. пр. Хр.: Откриване на търговски пътища от Индия до Китай през източната част на Хималаите, планините на Бирма и Сино-Тибетските планини. Откриване на Лакадивските и Малдивските о-ви; V-I в. пр. Хр.: Откриване на търговски пътища и разпространяване на будистката религия от Индия в Китай покрай планината Хиндукуш, проходите на Памир, Каракорум и Западен Тибет, достигане до Кашгария и запознаване с пустинята Такламакан, реките Хотан и Тарим и езерото Лоп нур (Лобнор) | Индия, Непал, Мианмар, Пакистан, Китай, Афганистан, Таджикистан                                                |
| V в. пр. Хр.                                   | китайски пълководци                    | Проникване и завладяване на плодородната Съчуанска котловина и откриване и опознаване на източните части на Сино-Тибетските планини и горните течения на реките Яндзъ, Меконг и Салуин | Китай |
| ср. V в. пр. Хр.                               | Херодот                                | Пътешествия в басейна на река Ефрат, Мала Азия и Причерноморието. Географски сведения за Предна Азия и средиземноморските страни | Турция, Ирак, Сирия, Ливан                                                                                     |
| V-IV в. пр. Хр.                                | царе на Магадха                        | Цар Аджаташатру: Завоюване лявото крайбрежие на Ганг между 80° и 90° и.д., откриване на многобройните ѝ притоци, в т.ч. Гхагхра; Цар Махападма Нанда: Достигане до бреговете на Бенгалския залив на 21° с.ш., откриване на 1000 км от източното крайбрежие на Индостан и целите течения на реките Маханади и Годавари | Индия |
| IV-III в. пр. Хр.                              | индийски търговци                      | Откриване на островите Суматра и Ява, северното крайбрежие на Калимантан и остров Лусон от Филипинския архипелаг | Индонезия, Малайзия, Филипини                                                                                  |
| 325 – 324 пр. Хр.                              | Неарх                                  | Спускане по река Инд и плаване покрай северните брегове на Арабско море и Персийския залив до устието на река Ефрат | Пакистан, Иран                                                                                                 |
| 324 пр. Хр.                                    | Андросфен, Гиерон                      | Плаване покрай целите брегове на Арабския п-ов от устието на река Тигър до върха на Суецкия залив | Кувейт, Саудитска Арабия, Бахрейн, Катар, ОАЕ, Оман, Йемен                                                     |
| 301 – 291 пр. Хр.                              | Мегасфен                               | Пътешествие през Пенджаб до Паталипутра на река Ганг и плаване надолу по реката до Бенгалския залив. Първи сведения за Хималаите | Пакистан, Индия, Бангладеш                                                                                     |
| III в. пр. Хр.                                 | китайски търговци                      | Откриване на Северокорейските планини, басейните на реките Ялундзян (Амнокан), Сунгари и Ханган и цялото източно крайбрежие на Корейския п-ов до 42° с.ш. | Корея, Китай                                                                                                   |
| 219 – 218 пр. Хр.                              | император Цин Шъхуан                   | Завладяване на п-ов Ляодун и откриване на река Ялундзян (Амнокан). Завладяване на Южен Китай: планините Нанлин и Уишан, Юннан-Гуйджоуската планинска земя, басейна на река Сидзян и достигане до река Хонгха (Червена) в днешен Виетнам | Китай |
| 209 – 177 пр. Хр.                              | хунски владетели                       | 209 пр. Хр.: Откриване и завладяване на Източна Монголия, западните склонове на планината Голям Хинган и Южна Манджурия; 203 – 202 пр. Хр.: Откриване и завладяване на Западна Монголия, Монголски Алтай и долината на река Иртиш до 49° с.ш.; 177 пр. Хр.: Откриване и завладяване на цяла Джунгария | Китай, Монголия, Казахстан                                                                                     |
| 138 – 126 пр. Хр.                              | Джан Циен                              | Пътешествие на запад от Китай, откриване на планината Тяншан, езерото Исък Кул и първи официални сведения запланината Памир, реките Яркенд и Тарим, езерото Лоп нур, пустинята Такламакан и планината Кунлун | Китай, Таджикистан, Киргистан                                                                                  |
| 111 – 108 пр. Хр.                              | император Хан Уди                      | Завладяване на днешните територии на Северен Виетнам и достигане до средното течение на река Меконг (111 – 109 пр. Хр.) и северната част на Корейския п-ов (109 – 108 пр. Хр.) | Виетнам, Корея                                                                                                 |
| края на II – началото на I в. пр. Хр.          | гръко-египетски търговци               | Откриване на мусонни път от Червено море към Индия и Цейлон | |
| 25 – 24 пр. Хр.                                | Елий Гал                               | Военен поход по западното крайбрежие на Арабския п-ов от устието на Уади ев Хамд (26° с.ш.) до Мариб (15°20′ с. ш. 45°20′ и. д. / 15.333333° с. ш. 45.333333° и. д.) | Саудитска Арабия                                                                                               |
| I-IV в.                                        | индийски и индонезийски търговци       | Откриване и колонизиране на цялото крайбрежие на островите Калимантан и Сулавеси, Малките Зондски о-ви, в т.ч. Бали, Ломбок, Сумбава, Сумба, Флорес и Тимор и Молукските о-ви | Индонезия, Малайзия                                                                                            |
| 57                                             | Тадзима Мори                           | Първо зафиксирано в писмени източници посещение на японци на Китай | Китай |
| 67                                             | Кашала Матанги                         | Първо зафиксирано в писмени източници пътуване на индийски търговец от Пешавар в Пакистан до Лоян в Китай през Тибет | Китай |
| 97 – 98                                        | Ган Ин                                 | Пътешествие от Китай през Средна Азия до Иран и Месопотамия | Иран, Ирак |
| 397 – 431                                      | Гунаварман                             | Първо зафиксирано в писмени източници плаване от Индия до Китай и обратно покрай п-ов Индокитай | Индия |
| 399 – 414                                      | Фа Сян                                 | Първо зафиксирано в писмени източници китайско пътешествие от Китай в Индия по суша и връщане обратно по море | Индия |
| VI-VII в.                                      | японски пълководци                     | Откриване и завладяване на остров Кюшу и о-вите Рюкю | Япония |
| ок. 525                                        | Косма Индикоплов                       | Първо европейско посещение в Индия и Шри Ланка | Индия, Шри Ланка                                                                                               |
| 569 – 571                                      | Земарх                                 | Първо европейско посещение на Средна Азия през Кавказ и Приаралието | Узбекистан |
| 629 – 647                                      | Сюен Дзан                              | Пътешествие от Китай в Индия. Преминаване през Кашгария, Самарканд, Афганистан, спускане по река Кабул до Инд и седемгодишно пребиваване в Индия | Китай, Таджикистан, Узбекистан, Афганистан, Пакистан, Индия                                                    |
| 635                                            | Ху Цунци                               | Откриване изворите на река Хуанхъ – езерото Джарин нур | Китай |
| 658                                            | Абе но Хирафу                          | Откриване на протока Цугару, отделящ островите Хоншу и Хокайдо и завладяване на югозападната част на Хокайдо | Япония |
| 689 – 695                                      | И Цзин                                 | Първо зафиксирано в писмени източници китайско плаване от Китай в Индия покрай п-ов Индокитай | Индия |
| 698 – 737                                      | владетели на Бохай                     | Откриване и опознаване на Източно-Манджурските планини, Приханкайската низина с езерото Ханка, цялото течение на река Сунгари (десен приток на Амур), Синдзянската равнина, басейна на река Нонни (Нундзян, ляв приток на Сунгари) и планината Малък Хинган | Китай |
| първата пол. VIII в.                           | японски землемери                      | Изработване на първата сравнително точна географска карта на островите Хоншу, Шикоку и Кюшу | Япония |
| VIII в.                                        | китайски землемери                     | Изработване на първата сравнително точна географска карта на Китайската империя | Китай |
| ср. IX в.                                      | Сюлейман                               | Пътешествие от Иран в Индия, Цейлон, Малака, Виетнам и Южен Китай | Индия, Цейлон, Малайзия, Виетнам, Китай                                                                        |
| края на IX – началото на X в.                  | Абу Али Ахмед ибн Омар ибн Руста       | Пътешествия в Предна Азия | Ирак, Иран, Туркменистан, Казахстан                                                                            |
| първата пол. X в.                              | Абу Исхак ал Фариси ал Истахри         | Пътешествия в Иран, Средна, Южна и Западна Азия, Арабия, Сирия и др. | Ирак, Иран, Сирия, Индия и др.                                                                                 |
| 915 – 945                                      | Масуди                                 | Пътешествия в Иран, Индия, Шри Ланка, Сирия и др. | Иран, Индия, Шри Ланка, Сирия                                                                                  |
| 921 – 922                                      | ибн Фадлан                             | Пътешествия от Иран до Волжка България покрай източните брегове на Каспийско море | Туркменистан, Казахстан                                                                                        |
| първата пол. XI в.                             | Абу Рейхан Мохамед ибн Ахмед ал Бируни | Пътешествие по Иран, Индия и Средна Азия | Иран, Афганистан, Индия, Туркменистан, Узбекистан, Таджикистан                                                 |
| 943 – 967                                      | ибн Хуакал                             | Пътешествия в Иран, Месопотамия и Индия | Иран, Индия, Ирак                                                                                              |
| вт. пол. X в.                                  | ал Мукаддаси                           | Пътешествия по Близкия и Средния Изток и съобщаване за природните условия, състава на населението, стопанството, търговията, пътищата, местните обичаи и вярванията на посетените страни | |
| XI в.                                          | китайски землемери                     | Изработване на нова много по-точна и мащабирана (1:8 000 000) географска карта на Китайската империя | Китай |
| 1160 – 1170                                    | Вениамин Туделски                      | Посещение на Мала Азия, Сирия, Палестина и Месопотамия | Турция, Сирия, Израел, Ливан, Ирак                                                                             |
| ср. XII в.                                     | Махмуд Кашгари                         | Обхождане на обширни територии от Каспийско море до езерото Лоп нур и от Джунгария до Тибет | Казахстан, Туркменистан, Киргистан, Узбекистан, Таджикистан, Китай                                             |
| края на XII – началото на XIII в.              | Ибрахим ибн Якут                       | Пътешествия по крайбрежието на Персийския залив, южната част на Арабския п-ов, Сирия, Палестина, Ирак и др. | Иран, Ирак, ОАЕ, Йемен, Сирия, Израел                                                                          |
| 1221 – 1224                                    | Чан Чун                                | Пътешествие от Пекин през пустинята Гоби, река Халхин Гол, езерото Далай нур, изкачване по река Керулен, продължаване на северозапад покрай североизточните склонове на Монголски Алтай, навлизане в Джунгария и покрай северните склонове на Тяншан достигане до Самарканд | Монголия, Китай, Киргистан, Узбекистан                                                                         |
| 1245 – 1247                                    | Джовани да Плано Карпини               | Пътешествие с папското посолство през степите на Казахстан до столицата на монголската империя Каракорум и обратно | Казахстан, Монголия                                                                                            |
| 1252 – 1255                                    | Вилхелм де Рубрук                      | Пътешествие с францисканското посолство през Мала Азия, Прикаспийската низина и Средна Азия до столицата на монголската империя Каракорум и обратно | Турция, Русия, Казахстан, Монголия                                                                             |
| 1271 – 1295                                    | Марко Поло                             | Пътешествие в Китай, петнайсетгодишно пребиваване в страната и завръщане в родината по море покрай Южна Азия | Китай |
| 1289 – 1328                                    | Джовани Монтекорвино                   | Пътешествие в Китай през Южна Индия и 35-годишно пребиваване в страната | Китай |
| 1318 – 1330                                    | Одорико                                | Пътешествие през Индия, Шри Ланка, островите Ява и Калимантан (първия европеец посетил острова) и Южен Виетнам до Южен Китай. Завръщане в Европа като пресича цяла Азия през Тибет и Лхаса (първо посещение на европеец) | Индия, Шри Ланка, Индонезия, Виетнам, Китай                                                                    |
| 1325 – 1349                                    | Ибн Батута                             | Пътешествие по западната част на Арабския п-ов, Йемен, Сирия, Иран, Бахрейн, Средна Азия, Индия, Малдивските о-ви, Шри Ланка и Китай | |
| 1339 – 1353                                    | Джоване де Мариньоли                   | Пътешествие с папското посолство в Китай през цяла Азия и завръщане през Индия, Ормузкия проток, Палестина и Средиземно море | Китай, Индия                                                                                                   |
| 1364                                           | Степан Ляпа, Александър Абакумович     | Първо пресичане на Урал и плаване надолу по река Об до устието ѝ | Русия |
| 1403 – 1406                                    | Руй Гонзалес Клавихо                   | Пътешествие с кастилското посолство в Близкия изток, Северен Иран и Средна Азия | |
| 1405 – 1433                                    | Джън Хъ                                | Седем (1405 – 07, 1407 – 09, 1409 – 11, 1413 – 15, 1417 – 19, 1421 – 22, 1431 – 33) големи морски експедиции от Китай до южните брегове на Азия и описание на голяма част от крайбрежието на Югоизточна, Южна и Югозападна Азия и близките острови. Картиране на бреговата линия на Китай между 30° и 20° с.ш., в т.ч. архипелазите Чжоушан (30° с.ш.) и Сянган (Хонконг), почти цялата брегова линия на п-ов Индокитай (над 3 хил.км от делтата на река Хонгха до устието на река Менам), целия източен бряг на п-ов Малака и западния до 6° с.ш., части от западния бряг на Индокитай и източния на Индостан, целия западен бряг на Индия, целия северен бряг (над 1000 км) на Арабско море до Ормузкия проток и източните и южните брегове на Арабския п-ов. Китайските картографи картират около 500 км от северния бряг на остров Ява, цялото (4 х ил.км) крайбрежие на остров Суматра, Никобарските и Андаманските о-ви и бреговата линия на Шри Ланка                                                              | Китай, Виетнам, Камбоджа, Тайланд, Малайзия, Мианмар, Индия, Пакистан, Иран, Оман, Йемен, Индонезия, Шри Ланка |
| 1424 – 1444                                    | Николо Конти                           | Пътешествие в Индия, Шри Ланка, Бирма и Южна Арабия | Индия, Шри Ланка, Мианмар, Йемен, Саудитска Арабия                                                             |
| 1468 – 1475                                    | Афанасий Никитин                       | Пътешествие през Иран в Индия и завръщане в родината през Ормузкия проток и Трапезунд | Иран, Индия, Турция                                                                                            |
| 1487 – 1492                                    | Перу ди Ковилян                        | Пътешествие за събиране на сведения за богатствата на Предна Азия и търсене на кратък път за Индия. Съобщаване за наличието на морски път от бреговете на Африка за Индия. Посещение на Югозападна Индия, Ормузкия проток и Арабския п-ов | Индия, Иран, Йемен                                                                                             |
| 1483                                           | Фьодор Курбски, Салтик Травин          | Ново пресичане на Урал и плаване по реките Иртиш и Об | Русия |
| 1489 – 1490                                    | Ахмед ибн Маджид                       | Издаване на лоция на целите северни и западни брегове на Индийския океан и на части от бреговете на Южнокитайско море и островите от Малайския архипелаг | |
| 1498                                           | Вашко да Гама                          | Откриване на морския път до Индия | Индия |
| 1499 – 1501                                    | Семьон Фьодорович Курбски              | Поход през Урал в Западен Сибир и установяване направлението на планината от север на юг | Русия |
| 1500 – 1501                                    | Педро Алвариш Кабрал                   | Второ плаване до Индия и неуспешен опит за установяване на португалски контрол над търговията с подправки | Индия |
| 1502 – 1503                                    | Вашко да Гама                          | Ново плаване до Индия и частично установяване на португалски контрол над търговията с подправки | Индия |
| 1505                                           | Франсишку Алмейда                      | Четвърто португалско плаване до Индия и назначаване за първи вицекрал на страната (1505 – 1509) | Индия |
| 1507 – 1508, 1511                              | Афонсу де Албукерке                    | Установяване на пълна португалска хегемония в морските плавания покрай южните брегове на Азия и завладяване на п-ов Малака (1511) | Индия, Малайзия                                                                                                |
| 1509                                           | Диого Лопес де Сикейра                 | Откриване на северното крайбрежие на остров Суматра и достигане на португалците до п-ов Малака | Индонезия, Малайзия                                                                                            |
| 1511 – 1512                                    | Антониу Абреу                          | Проследяване на северния бряг на остров Ява, откриване на протока, отделящ го от остров Мадура, моретата Бали и Флорес, островите Бали, Ломбок, Сумбава, Флорес, Алор, Тимор, Ветар и др., море Банда, Молукските о-ви (островите Буру, Амбон и Серам) и о-вите Банда | Индонезия |
| 1512                                           | Франсиско Серан                        | Откриване на остров Тернате (0°47′ с. ш. 127°20′ и. д. / 0.783333° с. ш. 127.333333° и. д.), Халмахера (най-големия в Молукските о-ви), Моротай (2°19′ с. ш. 128°32′ и. д. / 2.316667° с. ш. 128.533333° и. д.), Мотир, Макиан, Бачиан и други и архипелазите Сула и Бангай, разположени в югозападната част на Молукско море | Индонезия |
| 1512, 1518                                     | Педро Маскарена                        | Откриване на остров Диего Гарсия (7°18′ ю. ш. 72°24′ и. д. / 7.3° ю. ш. 72.4° и. д.) (1512) и първо плаване в Тайванския проток на север до Фучжоу (26° с.ш.) (1518) | Диего Гарсия, Китай                                                                                            |
| 1521                                           | Фернандо Магелан                       | Откриване на Филипинските о-ви, в т.ч. островите Хомонхон, Лимасава, Самар, Минданао и Себу | Филипини |
| 1542                                           | Фернан Мендиш Пинто                    | Достигане на португалците до бреговете на Япония и започване на регулярни търговски отношения | Япония |
| 1544                                           | Педро Фидалгу                          | Откриване на островите Палаван и Миндоро, о-вите Каламиан, западния бряг на остров Лусон, о-вите Бабуян и о-вите Батан от Филипинските о-ви | Филипини |
| 1557 – 1562                                    | Антъни Дженкинсън                      | Пътешествие от Англия през Русия до Бухара (1557 – 1558) и в Иран (1561 – 1562) | Казахстан, Узбекистан, Туркменистан, Иран                                                                      |
| 1565 – 1571                                    | Мигел Лопес Легаспи                    | Завоюване на всичките филипински острови за испанската корона с изключение на остров Минданао и основаване на град Манила (1570) | Филипини |
| 1573                                           | Хуан де Салседо                        | Откриване на западното, северното и източно крайбрежие на остров Лусон, в т.ч. устието на река Кагаян (най-голямата на острова), хребета Сиера Мадре (покрай североизточния бряг) и о-вите Полильо (14°50′ с. ш. 122°00′ и. д. / 14.833333° с. ш. 122° и. д.) и основаване на град Легаспи (13°09′ с. ш. 123°45′ и. д. / 13.15° с. ш. 123.75° и. д.) | Филипини |
| 1581 – 1585                                    | Ермак Тимофеевич                       | Първи завоевателни походи на руснаците в Западен Сибир | Русия |
| 1594                                           | Корнелиус Най                          | Достигане до залива Шарапов Шар (70°35′ с. ш. 66°45′ и. д. / 70.583333° с. ш. 66.75° и. д.), на западния бряг на п-ов Ямал | Русия |
| 1595 – 1596                                    | Борис Доможиров                        | Изкачване по река Иртиш и покоряване районите в басейните на реките Тара и Ом и Барабинската степ | Русия |
| 1595 – 1598                                    | Корнелис де Хаутман                    | Първа холандска експедиция към Малайския архипелаг и нанасяне на първи удар вурху португалската хегемения в търговията с подправки | Индонезия |
| края на XVI – началото на XVII в.              | руски търговци и казаци                | Масови систематични плавания от Архангелск към река Таз (в Мангазея) по два пътя: покрай п-ов Ямал и през полуострова по малки реки | Русия |